# 헤타 웨어
허타 웨어(Herta Ware, 1917년 6월 9일 ~ 2005년 8월 15일)는 미국의 배우이다.
윌밍턴에서 태어났으며 로스앤젤레스에서 사망하였다. 사인은 파킨슨병이다.

## 영화
- 뷰티풀 (2000년)
- 돈 잃고 몸 버리고 (1999년)
- 사랑보다 아름다운 유혹 (1999년)
- 프랙티컬 매직 (1998년)
- 탑 독 (1995년)
- 스피시즈 (1995년)
- 사랑에 미쳐서 (1992년)
- 론리 하트 (1991년)
- 기적의 활주로 (1989년)
- 다코타 (1988년)
- 크리터스 2 (1988년)
- 코쿤 2 (1988년)
- 아메리칸 드림 (1988년)
- 슬램 (1987년)
- 코쿤 (1985년)
- 2010 우주 여행 (1984년)